# Pakudlanka jižní
Pakudlanka jižní (Mantispa styriaca, synonymum Mantispa pagana) je druh hmyzu z řádu 	síťokřídlých. V Česku je pakudlanka chráněna zákonem jako kriticky ohrožený druh.

## Popis
Tělo má hnědožluté, dlouhé 12-25 mm. Křídla s rozpětím 25-30 mm jsou čirá s četnou žilnatinou. Předohruď má výrazně prodlouženou. Přední pár nohou je přetvořen na loupeživý (uchvacovací) orgán, podobně jako u druhů z řádu kudlanek.

## Výskyt

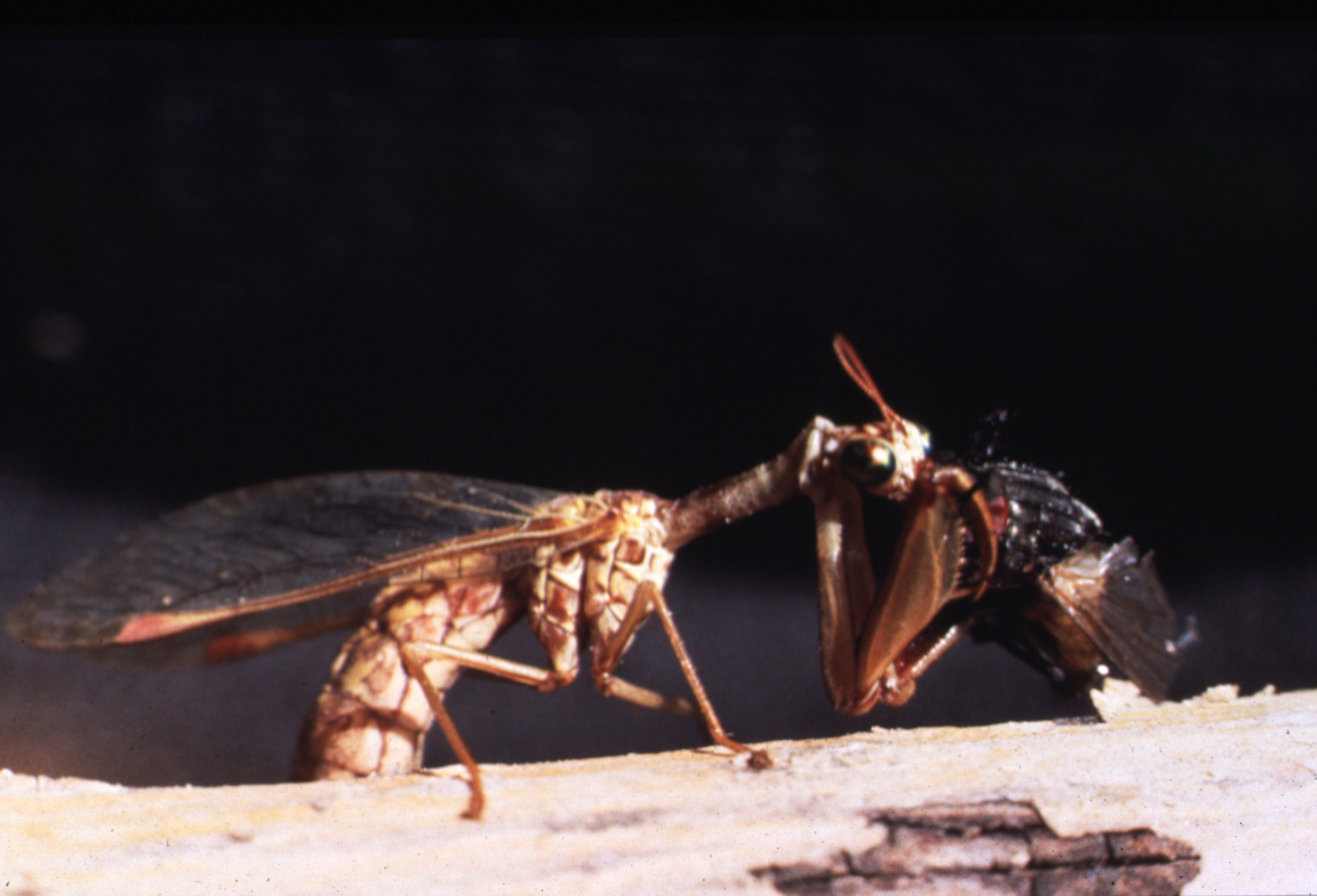
Pakudlanka sající mouchu

Vyskytuje se v severní Africe, v Asii od Turecka po Mongolsko a k severu až na jižní Sibiři. V Evropě se vyskytuje především na jihu a Českem prochází severní hranice jejího rozšíření. V Česku je velice vzácná, setkat se s ní lze jen na jižní Moravě. Relativně pravidelně bývá nacházena jen v národním parku Podyjí. Nalezena byla i v přírodní památce Turold. Dříve se vyskytovala i v národní přírodní památce Váté písky, ale pravděpodobně zde už vyhynula. Z Čech je zaznamenán jeden výskyt na Litoměřicku.

## Způsob života
Samička klade na podzim asi 300 vajíček, která jsou uchycena na dlouhé stopce. Larvy se vylíhnou ještě na podzim a nepřijímají potravu. Přezimovávají schovány ve štěrbinách kůry stromů. Po přezimování vyhledávají kokony pavouků, většinou z čeledi slíďakovitých, skákavkovitých nebo skálovkovitých, ve kterých se usídlují. V kokonech někdy ještě nějakou dobu čekají až pavoučci dospějí do potřebné velikosti a pak je vysávají zašpičatělým ústním ústrojím. Může vysávat i pavoučí vajíčka. Matka pavouků nechává pakudlanku v kokonu bez povšimnutí. Po druhém svlékání se larva mění v pohyblivou kuklu, která se prokouše z kokonu pavouka ven. Pavoučí samička až do této doby kokon hlídá. Venku se z kukly později vylíhne dospělá pakudlanka. Pakudlanka se vyskytuje na keřích nebo osamocených stromech. Živí se dravě, loví hlavně mouchy, které chytá za letu svými loupeživými končetinami. Pohyb jejích lapacích nohou je extrémně rychlý, což jim umožňuje lovit i rychlé a hbité letce.

## Ohrožení a ochrana
Pakudlanku ohrožuje hlavně ztráta biotopu například necitlivým zalesňováním nebo naopak odstraňováním solitérních keřů a stromů, které ke svému životu potřebuje. V ČR je druh chráněn podle zákona, přičemž jeho ochrana spočívá především v citlivém přístupu ke krajině.